# Sonet 33 (William Szekspir)

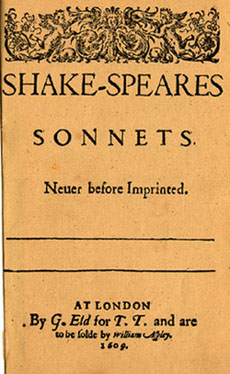
Strona tytułowa pierwszego wydania sonetów Shakespeare’a

Sonet 33 (Wiele wspaniałych poranków widziałem) - jeden z cyklu sonetów autorstwa Williama Shakespeare’a. Po raz pierwszy został opublikowany w 1609 roku. 

## Treść
W utworze tym pojawia się motyw natury w kontekście przemijania.